# میگل گالوان
میگل گالوان (اسپانیایی: Miguel Galván‎؛ زادهٔ ۲۳ ژوئن ۱۹۳۷) بازیکن فوتبال اهل مکزیک بود.
وی همچنین در تیم ملی فوتبال مکزیک بازی کرده‌است.